# Ельмар Бахшиєв
Ельмар Сабір огли Бахшиєв (азерб. Baxşiyev Elmar Sabir oğlu, нар. 3 серпня 1980, Кусари, Азербайджанська Радянська Соціалістична Республіка, СРСР) — колишній азербайджанський футболіст, відомий за виступами у клубах «Нефтчі» та «Габала», також у складі національної збірної Азербайджану.
Зараз головний тренер клуба «Габала».

## Клубна кар'єра
Ельмар Бахшиєв починав свою клубну кар'єру у молодіжній команді «Кешля» (U-18). З 2004 року Бахшиєва почали залучати до матчів першої команди «Кешлі».
Пізніше Бахшиєв захищав кольори клубів «Хазар-Ланкаран» та столичного «Нефтчі». З якими вигравав чемпіонат та національний кубок.
У січні 2012 року Бахшиєв приєднався до клубу «Габала». По завершенні сезону 2013/14 Ельмар вирішив завершити ігрову кар'єру.
Після проходження тренерських курсів, у 2019 році Бахшиєв повернувся до «Габали» як головний тренер.

## Збірна
З 2004 року і до завершення кар'єри Ельмар Бахшиєв виступав у складі національної збірної Азербайджану.

## Досягнення

### Гравець
Хазар-Ланкаран
 Переможець Кубка Азербайджану з футболу: 2007/08
Нефтчі
 Чемпіон Азербайджану: 2010/11

### Тренер
Габала
 Переможець Кубка Азербайджану з футболу: 2022/23